# Макинери, Джон
Джон Макинери (англ. John McEnery; 1 ноября 1943, Бирмингем — 12 апреля 2019) — английский актёр и писатель.

## Биография
Джон Макинери родился 1 ноября 1943 года в городе Бирмингеме. Его братья: актёр Питер Макинери и фотограф Дэвид Макинери.
Джон проходил обучение в театральной школе Old Vic в Бристоле. Актёрскую карьеру начал в 20 лет, впервые появившись на театральной сцене ливерпульского театра Everyman Theatre. После трёх лет работы в Ливерпуле вступил в «Британскую Национальную Театральную Труппу» Лоренса Оливье, где исполнил множество ролей, в том числе в пьесе Шекспира «Много шума из ничего», поставленной Франко Дзеффирелли.
В 1965 году впервые появился в кино, исполнив одну из ролей в экранизации трагедии Уильяма Шекспира «Отелло» режиссёра Стюарта Бёрджа. Второй его работой стала роль Меркуцио в ещё одной экранизации Шекспира, «Ромео и Джульетта» Франко Дзеффирелли. Эта роль принесла актёру популярность и номинацию на премию BAFTA.
В 1970 году сыграл с Клод Жад и Жаном-Пьером Касселем во французском трагикомедии «Лодка на траве». Фильм был номинирован на «Золотую пальмовую ветвь» в Каннах.
В мае 1973 года Джон Макинери женился на актрисе Стефани Бичем. Их брак продлился пять лет и подарил Джону двух дочерей, Фиби и Холли.
В 1990 году артист вновь приступил к сотрудничеству с Дзеффирелли и снялся в третьей в жизни экранизации Шекспира, в «Гамлете».
В 1998 в честь четырёхсотлетнего юбилея театра Глобус актёр написал пьесу «С Рождеством, Мистер Бёрбедж».
В 2004 году Джона Макинери появился на сцене «Глобуса» в роли монаха Лоренцо в постановке «Ромео и Джульетта» режиссёра Тима Кэрролла.

## Фильмография
- 1965 — Отелло
- 1968 — Ромео и Джульетта — Меркуцио
- 1970 — Бартлби — Бартлби
- 1970 — Дама в очках и с ружьём в автомобиле — Филлип
- 1971 — Лодка на траве — Оливер
- 1971 — Николай и Александра — Александр Керенский
- 1973 — День ярости — Вадим
- 1974 — Маленький Малькольм
- 1975 — Жизнь Галлилея
- 1975 — Земля, забытая временем — капитан Фон Шонвортц
- 1977 — Дуэлянты — Шевалье
- 1984—1989 — Драмарама
- 1984—2009 — Закон
- 1985 — ГУЛАГ — Дичек
- 1985 — Наша эра — Калигула
- 1986 — Грехи
- 1988 — Крошка Доррит — капитан Хопкинс
- 1989 — Драгоценный Бейн
- 1989—2010 — Пуаро — полковник Кёртис
- 1990 — Братья Крэй — Эдди Пеллам
- 1990 — Гамлет — Озрик
- 1991 — Повелитель теней — Уолтер
- 1994 — Библейские сказания
- 1994 — Уиклифф
- 1994 — Чёрный Красавец — мистер Йорк
- 1996 — Безмолвный свидетель
- 1996 — Штрафной
- 1998 — Великий Мерлин — Лорд Ардент
- 1998 — Тэсс из рода д`Эрбервилей — Джек Дарбифилд
- 1999 — Багряный первоцвет — сэр Уильям Уэтерби
- 2003 — Девушка с жемчужной серёжкой — аптекарь
- 2005 — Елизавета I — священник-иезуит
- 2008 — Валландер — Ларс Магнуссон